# Trichotheceen

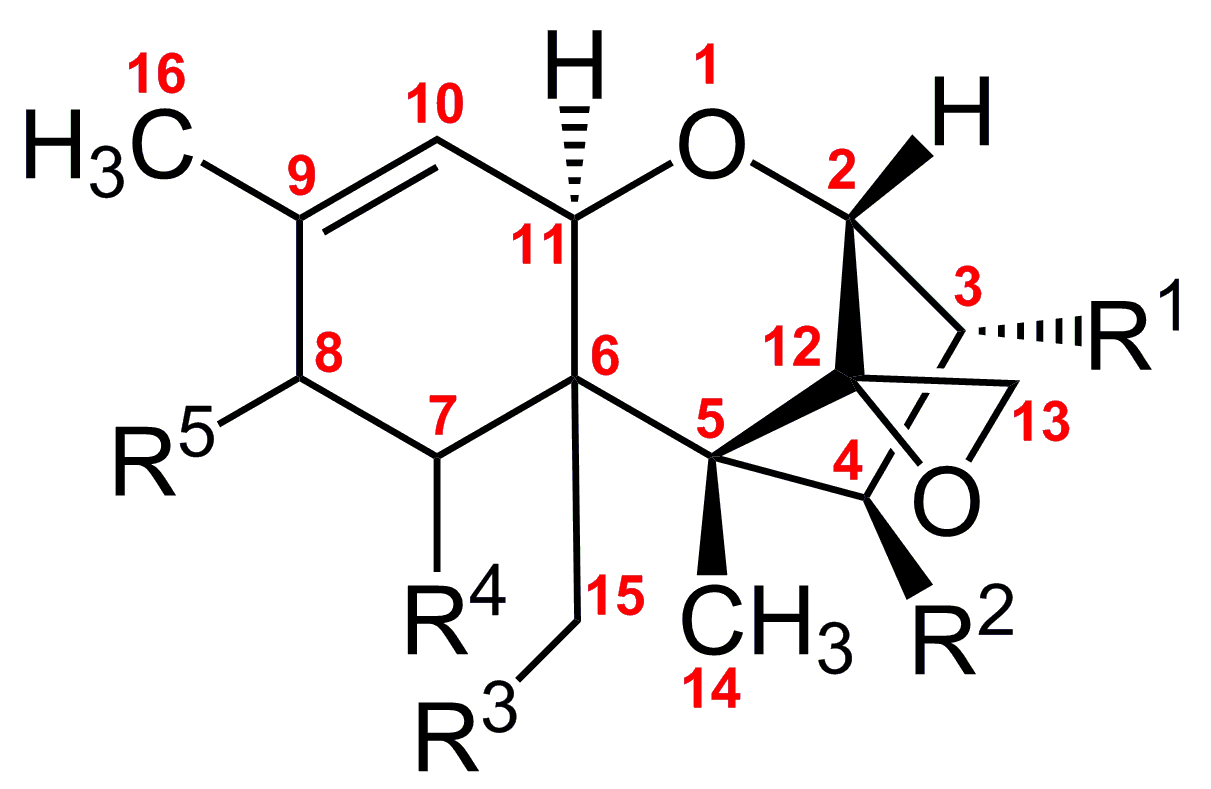
Algemene structuur van de trichothecenen

Trichothecenen zijn mycotoxines behorende tot de sesquiterpenen en voornamelijk voorkomen in schimmels van de geslachten Fusarium, Myrothecium, Trichoderma, Trichothecium, Cephalosporium, Verticimonosporium en Stachybotrys. Ze bestaan uit vier ringen, waaronder een stabiel epoxide tussen koolstofatomen twaalf en dertien. Trichothecenen zijn inhibitors van de proteïnesynthese. Op granen, zoals gewone tarwe, mais en haver komen trichothecenen producerende schimmels als Fusarium graminearum, Fusarium sporotrichioides, Fusarium poae en Fusarium equiseti voor. Het graan wordt gecontroleerd op het DON-gehalte. De maximale hoeveelheden van het deoxynivalenolgehalte is in brood, gebak en fijne bakwaren 500 µg/kg en in kindervoeding 200 µg/kg.
Sommige trichothecene mycotoxine producerende schimmels zoals Stachybotrys chartarum komen in vochtige ruimten in gebouwen voor en kunnen gezondheidsproblemen veroorzaken.
De giftigste schimmel in Japan en China is Podostroma cornu-damae, die zes trichothecenen bevat; satratoxine H, roridine E, verrucarine en anderen.

## Trichothecenen
- Deoxynivalenol (DON) of vomitoxine
- Diacetoxyscirpenol (DAS)
- Fusarenon X (FusX)
- Neosolianol (NeoSol)
- Nivalenol (NIV)
- T-2 toxine